# Louhans
Louhans je naselje in občina v osrednji francoski regiji Burgundiji, podprefektura departmaja Saône-et-Loire. Leta 1999 je naselje imelo 6.237 prebivalcev.

## Geografija
Kraj leži v vzhodni francoski pokrajini Bresse ob reki Seille in njenem pritoku Solnan, 64 km severovzhodno od Mâcona in 116 km južno od Dijona.

## Administracija
Louhans je sedež istoimenskega kantona, v katerega so poleg njegove vključene še občine Branges, Bruailles, La Chapelle-Naude, Montagny-près-Louhans, Ratte, Saint-Usuge, Sornay in Vincelles s 13.408 prebivalci.
Naselje je prav tako sedež okrožja, v katerem se nahajajo kantoni Beaurepaire-en-Bresse, Cuiseaux, Cuisery, Louhans, Montpont-en-Bresse, Montret, Pierre-de-Bresse in Saint-Germain-du-Bois z 48.520 prebivalci.
1. ↑  »Populations légales 2016«. Nacionalni inštitut za statistične in gospodarske raziskave. Pridobljeno 25. aprila 2019.